# Luigi Ilardo
Luigi Ilardo (Catania, 13 marzo 1951 – Catania, 10 maggio 1996) è stato un mafioso italiano, membro di Cosa nostra, ucciso per aver condiviso con le forze dell’ordine informazioni relative all’organizzazione mafiosa prima di poter ottenere ufficialmente lo status di collaboratore di giustizia.

## Biografia

### Origini e contesto familiare
Luigi Ilardo nasce in una famiglia originariamente non legata a Cosa nostra, che addirittura contava al suo interno rappresentanti delle forze dell'ordine. È figlio di un ricco e importante imprenditore di Lentini che commerciava prodotti agricoli e bestiame, Calogero Ilardo, e di un'insegnante proveniente da una stimata famiglia borghese di Catania, Francesca Mastrolorito. Grazie alla possibilità offertaglisi di studiare, si diploma come geometra in un istituto tecnico di Catania e frequenta per alcuni anni la facoltà universitaria di architettura. Il legame tra la famiglia Ilardo e Cosa nostra prende forma quando, nel 1931, la sorella del padre Calogero, Maria Ilardo, sposa Francesco Madonia, detto “don Ciccio Madonia”, capo della famiglia di Vallelunga Pratameno e legato a Totò Riina; il giovane Ilardo, per questo, cresce in un contesto famigliare agiato e molto in vista. Madonia diventa una presenza costante per la famiglia Ilardo, soprattutto a seguito della prematura morte della moglie Maria, avvenuta a soli 39 anni. Da questo matrimonio erano nati tre figli: Maria Stella, Clementina, Giuseppe “Piddu” Madonia, che, rimasti orfani di madre, vengono affidati e cresciuti dai genitori stessi di Luigi, come usanza e coscienza del tempo imponevano. I figli della famiglia Ilardo e quelli della famiglia Madonia si troveranno a convivere nella stessa abitazione fino alla maggiore età. Per via di questa situazione tra Luigi e Francesco Madonia si costruisce un legame speciale, che porta il boss vallelunghese a sceglierlo come fedele autista e prediletto accompagnatore. A metà degli anni settanta, la vita di Ilardo si incrocia con quella del latitante brindisino, Giovanni Chisena, che vive per alcuni mesi in casa sua, su richiesta del boss corleonese Luciano Liggio, sodale di Francesco Madonia. Chisena fa da tramite tra massoneria, criminalità organizzata sia del nord che del sud Italia, destra eversiva e servizi segreti deviati ed è in contatto con Luigi Savona, membro della massoneria torinese legato all'organizzazione eversiva di estrema destra Ordine Nuovo. È proprio Chisena a coinvolgere il giovane Ilardo nel ruolo di autista in alcuni traffici illeciti che gestiva all’epoca, in particolare il contrabbando di sigarette e di armi.

### L'arresto
Quando lo zio Francesco Madonia venne ucciso il 16 marzo 1978 su ordine di Giuseppe Di Cristina e Giuseppe Calderone, Ilardo si affiliò ufficialmente a Cosa nostra. Dopo essere stato accusato di concorso in un sequestro di persona avvenuto in Puglia, durante un periodo di latitanza ebbe due figlie, Luana e Francesca. Venne poi arrestato nel dicembre 1983 all'aeroporto di Roma-Ciampino su un volo Alitalia e condannato a 17 anni con l'accusa del 416 bis per la sua appartenenza a Cosa nostra, ma la condanna verrà ridotta nei successivi gradi di giudizio. Gli anni di detenzione saranno caratterizzati da continui trasferimenti, e in particolare nel carcere dell'Asinara nel 1991 subirà trattamenti disumani perpetrati dal personale carcerario. Alla famiglia e agli amici Ilardo racconta di essere stato costretto ad assumere sedativi e droghe, oltre ad aver ricevuto percosse e ben due elettroshock. Racconta inoltre di essere stato lasciato per giorni in cubicoli bui molto piccoli, nei quali era impossibile mantenere una posizione eretta, condizione che gli causò, tra l'altro, gravi problemi alla schiena che gli consentirono di ottenere dei permessi premio, al termine dei quali rientrò sempre in carcere.

### L'infiltrazione in Cosa Nostra per lo Stato italiano
Le stragi del ‘92 generano dentro Ilardo un senso di repulsione nei confronti della linea che aveva assunto Cosa Nostra e lo spingono a maturare l’ipotesi di collaborare con la giustizia. Nell’aprile ‘93, pochi mesi prima della scarcerazione, Ilardo tramite una lettera indirizzata a Gianni De Gennaro, l’allora capo della Direzione Investigativa Antimafia (DIA), che diventerà tristemente famoso per i fatti del G8 di Genova, manifesta la sua volontà di iniziare a collaborare con la giustizia. De Gennaro invia, allora, in un primo momento, al penitenziario di Lecce, dove era al tempo detenuto Ilardo, due suoi collaboratori dell’Arma dei Carabinieri, affidando definitivamente, in un secondo momento, la gestione di Ilardo al Colonnello Michele Riccio, che per anni fu alle dipendenze del Generale Carlo Alberto Dalla Chiesa.
Da quel momento, dal carcere, entrambi iniziano a delineare le strategie di collaborazione concordando, per un’efficacia della stessa, una modalità poco usuale, che vedeva Ilardo come figura di infiltrato (ribattezzato quale fonte “Oriente” dal Col.lo Riccio) negli ambienti di Cosa nostra per conto dello Stato italiano.
Questa necessità derivava dal fatto che, essendo stato rinchiuso per molti anni in galera, non sarebbe stato più in grado di fornire informazioni attuali e precise riguardo al nuovo organico mafioso delineatosi nel contempo della sua carcerazione e che avrebbe potuto ottenere solo introducendosi nuovamente negli ambienti mafiosi, una volta libero.
Ilardo spiegò a Riccio che Cosa nostra era divisa in due fazioni: una più vicina a Bernardo Provenzano e una più vicina a Totò Riina. Il primo, pur avendo avallato l’attività stragista del secondo, non la condivideva, perché più propenso ad un’attività colloquiante con i vertici dello Stato.
Ilardo riferisce che dopo un tentativo autonomo, ad opera di Provenzano, di costruire un progetto direttamente ispirato a Cosa nostra, avevano stabilito un contatto con Forza Italia, in particolare proprio con l’entourage di Berlusconi: era, infatti, compito dell’organizzazione sostenere questo nuovo politico che, se avesse vinto le elezioni, prometteva che già dopo i primi sette mesi di governo avrebbe cominciato a prendere tutta una serie di iniziative economiche a sostegno dell’organizzazione.
Questa collaborazione portò in un primo momento all’arresto di una cinquantina di associati mafiosi tra cui 7 capi provincia di massima rilevanza, ricercati da lungo tempo.
Da subito, il Col.lo Riccio trasmetteva copie della sua attività di gestione di Ilardo ai suoi superiori, ai vertici della DIA e alla AG di Palermo, ponendola per iscritto, in un primo momento all’attenzione dell’allora magistrato Gian Carlo Caselli il quale, a sua volta, lo indirizzò successivamente a rapportarsi con il Procuratore Giuseppe Pignatone.
Per i primi anni, fino a quando Riccio era alle dipendenze della DIA, si susseguirono brillanti operazioni di arresti e indagini portate tutte a buon fine. La situazione cambiò quando Riccio, dopo l’andata via di De Gennaro dalla DIA nel ‘95, non sentendosi più adeguatamente “tutelato e assistito” da chi lo sostituì, si vide costretto a rientrare nell’Arma venendo integrato ai ROS alle dipendenze del Gen.le Mauro Obinu e del Col.lo Mario Mori.
Diversi furono gli attriti tra i vertici dei ROS e il Col.lo Riccio, specie per quanto riguarda la gestione della fonte Oriente, proprio nel momento in cui l’obiettivo principale della collaborazione - la cattura di Bernardo Provenzano - era più che mai vicino.

### L'ultimo giorno di vita di Luigi Ilardo
Il 7 maggio, dopo aver finito la deposizione presso il Comando dei Ros di Roma, Luigi Ilardo, accompagnato dal Colonnello Riccio, si reca dall’avvocato Minniti a Reggio Calabria per un appuntamento collegato a favori politici che gli era stato richiesto proprio da quest’ultimo. I due in macchina iniziano a registrare 8 nastri, dal 7 al 10 maggio in cui Ilardo riprende tutti i fatti raccontati in precedenza ai Ros, sotto il consiglio di Caselli.
Sui nastri c’è tutto: le origini della sua storia e della sua infiltrazione, la guerra dei Corleonesi, le commistioni tra mafia, estremismo di destra e massoneria.

### La morte
La sera del 10 maggio 1996 Luigi Ilardo si trova a Catania. Intorno alle 21.30 è quasi arrivato al garage dove posteggia di solito, in via Mario Sangiorgi, nella zona centrale della città. Quando Luigi scende per aprire il bagagliaio, da corso Italia sopraggiunge una moto enduro sulla quale si trovano due ragazzi: il mezzo frena davanti a Luigi ed entrambi i passeggeri sparano un totale di 8 colpi. Sulla scena dell’agguato accorrono in molti, tra cui una volante della polizia che insegue la moto per qualche centinaio di metri ma senza successo. Tra le altre persone presenti ci sono i suoi familiari, allertati dagli spari sotto casa, che nonostante l’intervento tempestivo non riescono ad evitarne il decesso.
La sua collaborazione ufficiale con lo stato italiano sarebbe iniziata formalmente il 15 maggio, 5 giorni dopo il tragico evento.

## Dopo la morte
Il tenente colonnello Michele Riccio atterra a Genova alle 22:30 e fa rientro nella sua abitazione poco prima della mezzanotte. Al suo arrivo, racconterà in tribunale, trova la moglie immobile di fronte al televisore acceso sul televideo che riporta la notizia della morte di Ilardo. Riceverà pochi minuti dopo la conferma al telefono da Concetta, la moglie di Ilardo. Nessuno dei ROS riferirà a Riccio ciò che gli organi di stampa stavano già diffondendo da ore. Il giorno seguente raggiungerà il comando del Ros a Roma, dove incolperà Mario Mori e il generale Antonio Subranni per la cattiva gestione della collaborazione di Ilardo. A questo, riporta sempre Riccio, Subranni risponderà ridendo e sfottendo il collega: “Ti hanno ammazzato il confidente”.
Il 14 maggio Riccio viene convocato alla procura di Catania e il giorno seguente a quella di Palermo in presenza del magistrato Gian Carlo Caselli, cui riferirà le rivelazioni fatte da Ilardo e incise sui nastri. Riccio comincerà allora a scrivere un rapporto denominato 'Grande Oriente' la cui redazione sarà motivo di scontro con il colonnello Mori, che insisterà nel non riportare il nome del senatore Marcello Dell'Utri, più volte nominato da Ilardo, e i fatti di Mezzojuso legati alla mancata cattura di Provenzano. Il 7 giugno 1997 Riccio, dopo la consegna del rapporto alle procure di Caltanissetta, Palermo, Catania, Messina e Genova, viene arrestato per associazione a delinquere e spaccio di stupefacenti. Già dalle prime indagini, appare chiara l'intenzione dei ROS di mettere mano sui diari e i rapporti di Oriente, che cercano di prelevarli anche insistendo con la moglie di Riccio, ma l'ufficiale sottolinea l'incompatibilità di quei documenti con l'accusa, impedendo ai ROS di ottenerli. Al termine dell'iter processuale viene condannato a quattro anni e dieci mesi di reclusione con l'accusa di avere svolto, con metodi illegali, indagini su traffici di stupefacenti negli anni ottanta. Dopo qualche mese di reclusione, gli vengono però concessi gli arresti domiciliari. Nell'ottobre del 1997, Riccio mette a disposizione della procura di Genova le agende degli anni '95 e '96, su cui sarà interrogato dai procuratori genovesi stessi. L'incartamento arriva alla Procura nazionale antimafia e nel gennaio 1998 Riccio viene ascoltato dai magistrati della procura di Catania, ai quali esprime le proprie riserve sulle direttive di Mori in generale e sull'episodio di Mezzojuso in particolare. Avendo accolto la smentita di Mori, i giudici di Catania incriminano Riccio per calunnia, ma il colonnello viene successivamente assolto.
A 5 anni dalla morte di Ilardo, l'ispettore della Dia Mario Ravidà, che aveva collaborato con il colonnello Riccio per la gestione della fonte Oriente raccoglie la deposizione del collaboratore di giustizia Eugenio Sturiale, il quale comincia a collaborare partendo proprio dalla morte di Luigi Ilardo. Sturiale aveva assistito all'esecuzione ed era stato in grado si riconoscere gli esecutori materiali, identificandoli in figure appartenenti alla famiglia Santapaola.
Nonostante le insistenze, dichiarerà l'ispettore Ravidà, la relazione di servizio da lui redatta verrà trascurata per mesi e ignorata da ogni tipo di indagine da parte delle forze dell’ordine.
Dopo 9 anni l'inchiesta verrà riaperta da un pubblico ministero di nome Pasquale Pacifico, che imputerà per l’omicidio di Luigi Ilardo il cugino Piddu Madonia, Vincenzo Santapaola e Maurizio Santapaola. Quest'ultimo sarà oggetto di ampio dibattito e controversie in quanto, al momento dell'omicidio Ilardo, risulterà stare scontando un condanna all'ergastolo.

## Nella cultura di massa

### Libri
- Stefano Baudino, Luigi Ilardo: morte di un infiltrato, La Gazzetta dello Sport, 2024.
- Nicola Biondo, Sigfrido Ranucci, Il patto. Da Ciancimino a Dell’Utri. La trattativa Stato e Mafia nel racconto di un infiltrato, Chiarelettere, 2014.
- Paolo Borrometi, Traditori. Come fango e depistaggio hanno segnato la storia italiana, Solferino, 2023.
- Anna Vinci, Luigi Ilardo. Omicidio di Stato. La testimonianza della figlia Luana, Chiarelettere, 2021.

### Podcast
- Michela Mancini, Gli ammutati. La storia di Luigi Ilardo, RaiPlay Sound, 2023.

### Film
- La trattativa di Sabina Guzzanti, 2014